# 틀락스칼라주

틀락스칼라 주

틀락스칼라주(스페인어: Tlaxcala)는 멕시코 중동부에 위치한 주이다. 주도는 틀락스칼라이며 면적은 4,016km2, 인구는 1,213,757명(2012년 기준), 인구 밀도는 300명/km2이다. 1856년 12월 9일에 신설되었으며 60개 지방 자치체를 관할한다. 북쪽과 동쪽, 남쪽으로는 푸에블라주, 서쪽으로는 멕시코주, 북서쪽으로는 이달고주와 접한다. 멕시코에서 면적이 가장 작은 주이기도 하다.

주기
주 문장

## 인구
| 연도 | 인구      | ±%     |
| ---- | --------- | ------ |
| 1895 | 168,358   | —      |
| 1900 | 172,315   | +2.4%  |
| 1910 | 184,171   | +6.9%  |
| 1921 | 178,570   | −3.0%  |
| 1930 | 205,458   | +15.1% |
| 1940 | 224,063   | +9.1%  |
| 1950 | 284,551   | +27.0% |
| 1960 | 346,699   | +21.8% |
| 1970 | 420,638   | +21.3% |
| 1980 | 556,597   | +32.3% |
| 1990 | 761,277   | +36.8% |
| 1995 | 883,924   | +16.1% |
| 2000 | 962,646   | +8.9%  |
| 2005 | 1,068,207 | +11.0% |
| 2010 | 1,169,936 | +9.5%  |
| 2015 | 1,272,847 | +8.8%  |
| 2020 | 1,342,977 | +5.5%  |